# Brattfors, Filipstads kommun

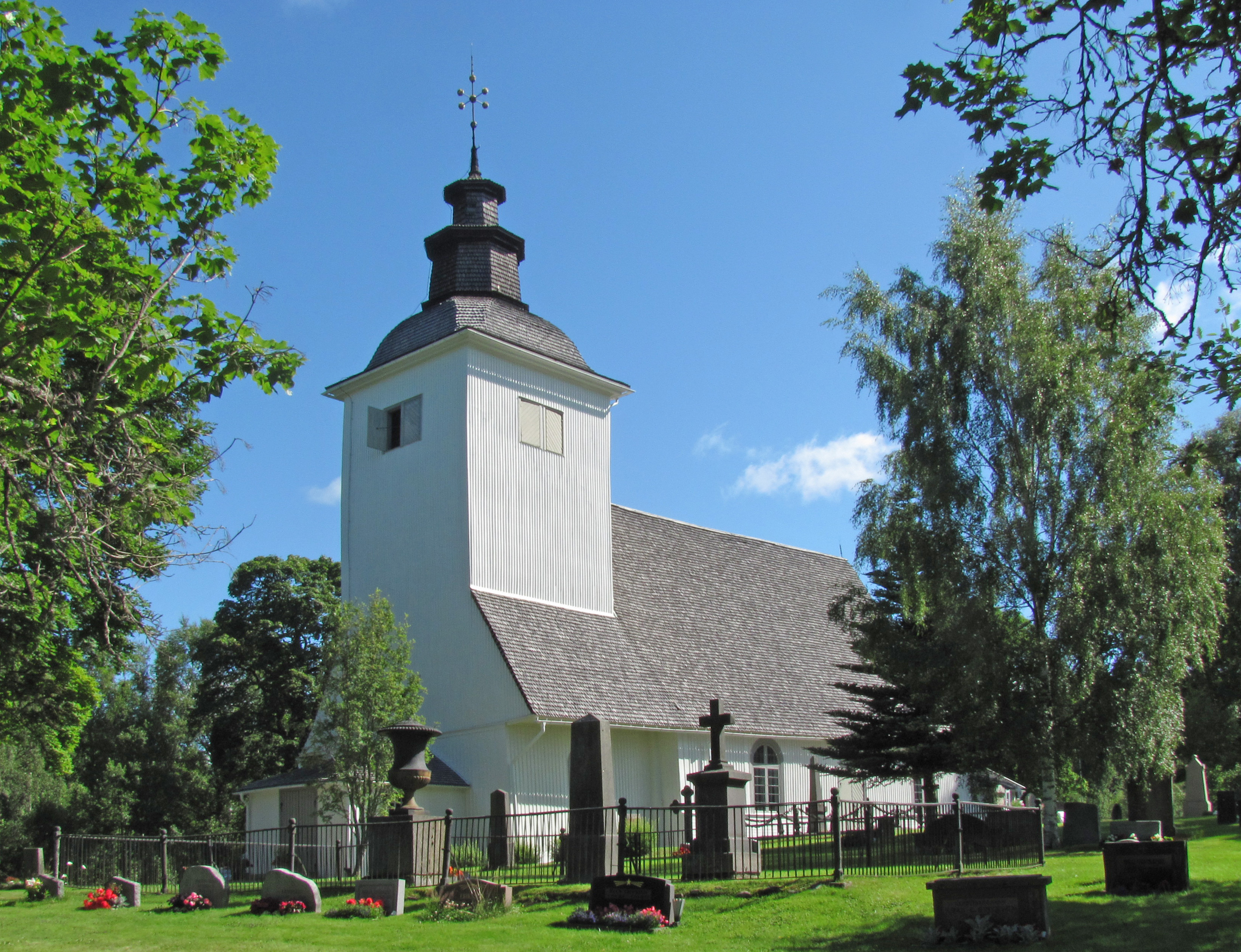
Brattfors kyrka

Brattfors, Brattforshyttan, är en småort i Filipstads kommun, kyrkbyn i Brattfors socken i Värmland och ett tidigare järnbruk. Brattfors ligger utmed riksväg 63, cirka 10 km sydväst om Filipstad.

## Historia
När Brattforshyttan anlades är inte känt, men en hytta finns upptagen i jordeboken från år 1540. I 1560 års skattelängd upptas 4 bergsmän och 9 husmän. I början av 1600-talet var hyttan nedlagd, men 1624 verkar den åter ha varit i bruk. Verksamheten torde dock åter blivit nedlagd, då den nämns som uppbyggd 1641. 
Under 1600-talets första hälft uppfördes två stångjärnshammare vid Brattforshyttan; den nedre år 1615 och den övre i början av 1630-talet. Under 1640-talet tillkom ytterligare en hammare. Som så många andra järnbruk hade man problem med vattentillgången och långa transporter. 1689 beslöt man därför att Brattforshyttan endast skulle ha 1 hammare i bruk, som också finns noterat i Bergskollegiets anteckningar. Trots det ofördelaktiga läget, med ganska lång och dessutom besvärlig väg från gruvorna, kom Brattfors med tiden att utvecklas till en betydande järnindustri.
Tillverkningen fördubblades under 1840-talet och steg efter lancashiresmidets införande år 1853 till än högre siffror. Konkurrensen från de stora järnverken gjorde dock att produktionen snart minskade. 1913 köptes Brattfors bruk av Uddeholms AB. Smidet lades ned 1918, och två år senare nedlades även hyttan. 
Smedjan revs ganska snart efter den nedlagts. Hyttan finns däremot kvar och är bevarad som industrihistoriskt minnesmärke.

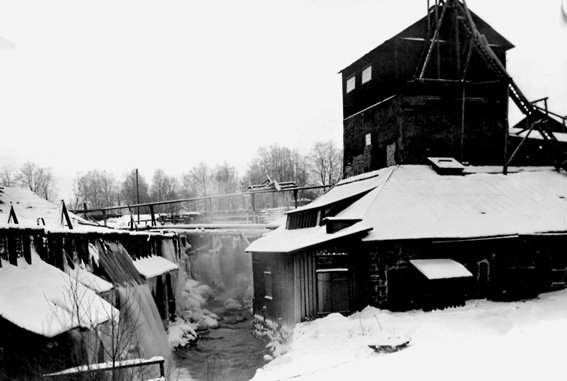
Brattforshyttan ungefär vid tidpunkten då den blåstes ned för sista gången (1920).
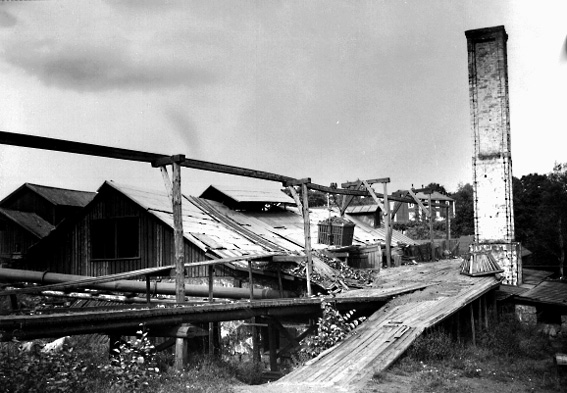
Hammarsmedjan vid Brattfors. Den nedlades 1918 och revs kort därefter.
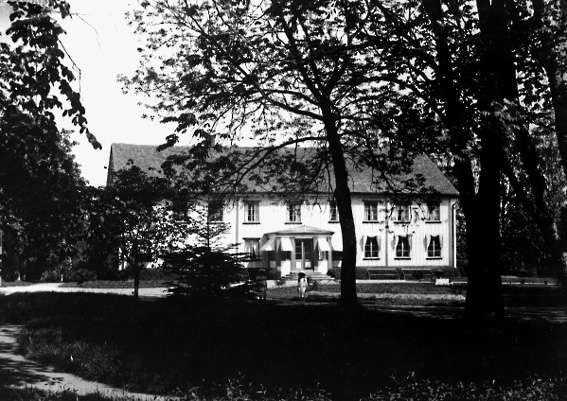
Brattfors herrgård, nedbrunnen 1917.

### Befolkningsutveckling
| Befolkningsutvecklingen i Brattfors 1960–2015                    | Befolkningsutvecklingen i Brattfors 1960–2015 | Befolkningsutvecklingen i Brattfors 1960–2015 | Befolkningsutvecklingen i Brattfors 1960–2015 | Befolkningsutvecklingen i Brattfors 1960–2015 |
| ---------------------------------------------------------------- | --------------------------------------------- | --------------------------------------------- | --------------------------------------------- | --------------------------------------------- |
|                                                                  |                                               |                                               |                                               |                                               |
| År                                                               |                                               |                                               | Folkmängd                                     | Areal (ha)                                    |
| 1960                                                             | 1960                                          |                                               | 183                                           | ¤                                             |
| 1990                                                             | 1990                                          |                                               | 199                                           | 38#                                           |
| 1995                                                             | 1995                                          |                                               | 170                                           | 33#                                           |
| 2000                                                             | 2000                                          |                                               | 159                                           | 33#                                           |
| 2005                                                             | 2005                                          |                                               | 144                                           | 34#                                           |
| 2010                                                             | 2010                                          |                                               | 131                                           | 34#                                           |
| 2015                                                             | 2015                                          |                                               | 140                                           | 40#                                           |
| Anm.: ¤ Som tätortsbebyggelse med 150-199 invånare # Som småort. |                                               |                                               |                                               |                                               |